# Exmouth (Australie)
Pour les articles homonymes, voir Exmouth.
Exmouth (2 400 habitants en hiver, 6 000 habitants en été) est une ville d'Australie-Occidentale, à la pointe du Cap du Nord-Ouest. Elle est située à 1270 kilomètres au nord de Perth, la capitale de l'État, et 3 366 kilomètres au sud-ouest de Darwin.
Exmouth a été fondée en 1967 simultanément à la création d'une base de communications très basse fréquence.
Cette petite ville est un point de passage obligatoire pour les touristes, afin de se rendre dans les 2 magnifiques parcs qui sont le Ningaloo Maritime Park et le Cape Range National Park.
Au sud de la ville se trouve la Base aérienne de Learmonth.

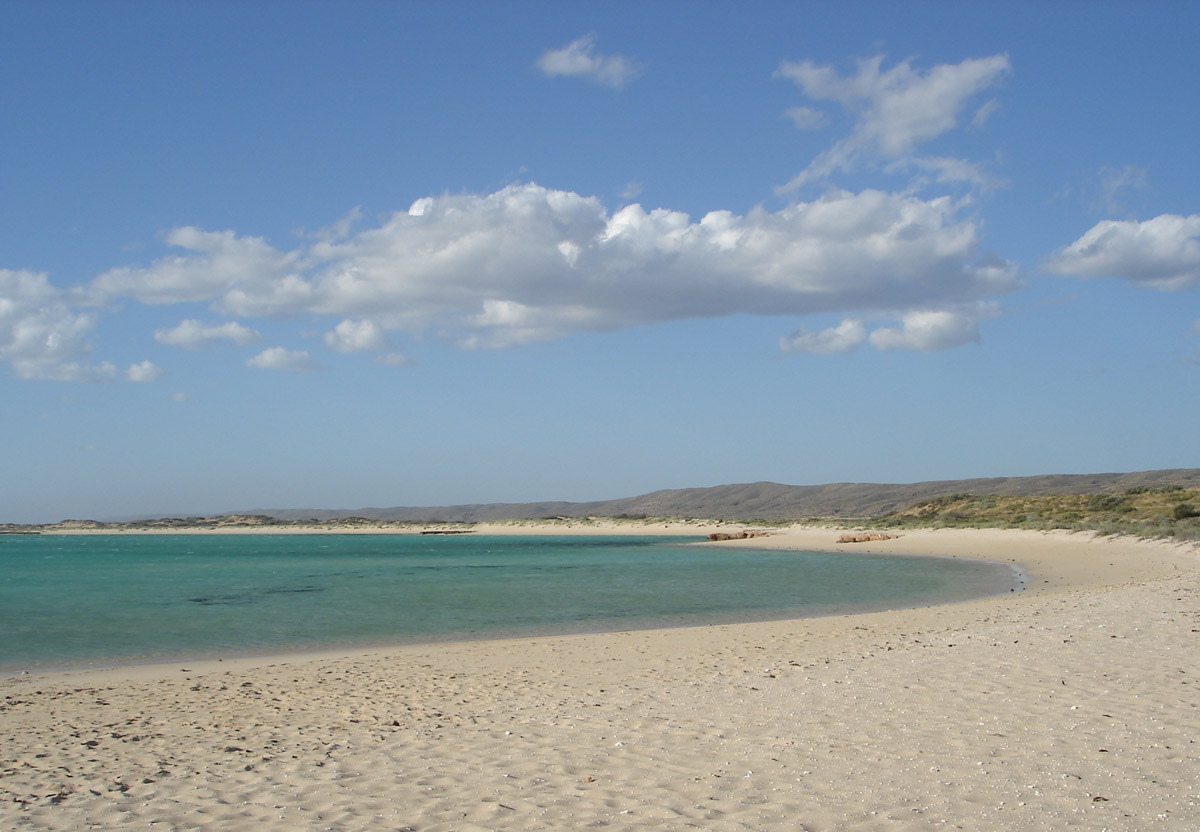
Plage d'Exmouth